# Go for broke
Go for broke ("er voor gaan") is een studioalbum van Iain Matthews, toen nog Ian Matthews geheten. Het platenlabel Elektra Records, waarbij Iains vorig album Some days you eat the bear verscheen werd door de eigenaar verkocht en kwam in de stal van WEA en werd in handen gegeven van David Geffen, die ook Asylum Records (The Eagles!) onder zijn hoede had. Geffen was eigenaar van Asylum en promootte daardoor die artiesten meer dan "nieuwkomers" zoals Matthews. Elektra wilde een meer commercieel album en Matthews zag daar niet zo veel in. De demo For the lonely hunter, geproduceerd door Elektraproducer Emitt Rhodes viel niet in de smaak. Matthews probeerde het nummer te slijten aan de The Flying Burrito Brothers en kwam in die hoedanigheid in contact met  Norbert Putnam, basgitarist van de band en muziekproducent van onder meer Dan Fogelberg. Putnam bracht Matthews onder bij Columbia Records.     
Door dit nieuwe elan mocht Matthews Go for broke opnemen in de Quadrafonic Sound Studio te Nashville (Tennessee). Een hele rij studiomusici kwam voorbij om het album op te nemen.

## Musici
- Iain Matthews – zang
- Jay Lacy, Johnny Christopher – akoestische gitaar
- Jay Lacy, Joel Tepp (ook harp, Reggie Young, Harry Robinson – elektrisch gitaar
- Norbert Putnam, Don Whaley, Kenny Edwards, Mike Leech – basgitaar
- Steve Wood, David Briggs, Peter Wood, Glen Spreen – toetsinstrumenten
- Shane Kiester – ARP-synthesizer, minimoog
- Tris Imboden, Kenny Buttrey, Mike Porter, slagwerk
- Muscle Shoals Horns (Harrison Calloway, Charles Rose, Harvey Thompson, Ronnie Eades) – blaasinstrumenten.

## Muziek
| Nr. | Titel                                                           | Duur |
| --- | --------------------------------------------------------------- | ---- |
| 1.  | Darkness, darkness (Jesse Colin Young van The Youngbloods)      | 4:52 |
| 2.  | I’ll be gone (Matthews)                                         | 3:29 |
| 3.  | Brown eyed girl (Van Morrison)                                  | 3:51 |
| 4.  | Rhythm of the west (Matthews, Lacy)                             | 3:23 |
| 5.  | Groovin’ (Felix Cavaliere, Eddie Brigati van The Young Rascals) | 2:48 |
| 6.  | Lonely hunter (Matthews, Tommy Nunes)                           | 4:44 |
| 7.  | Steamboat (Matthews)                                            | 3:55 |
| 8.  | A fool like you (Tim Moore)                                     | 3:13 |
| 9.  | Just one look (Doris Payne, Gregory Carroll)                    | 3:44 |
| 10. | When the morning comes (Daryll Hall)                            | 2:43 |

## Brown eyed girl
De singleversie van Brown eyed girl werd samen met Steamboat een bescheiden hitje voor Matthews in Nederland.
| Hitnotering: 14-09-1976 t/m 24-09-1976 | Hitnotering: 14-09-1976 t/m 24-09-1976 | Hitnotering: 14-09-1976 t/m 24-09-1976 | Hitnotering: 14-09-1976 t/m 24-09-1976 | Hitnotering: 14-09-1976 t/m 24-09-1976 |
| Week:                                  | 1                                      | 2                                      | 3                                      |                                        |
| -------------------------------------- | -------------------------------------- | -------------------------------------- | -------------------------------------- | -------------------------------------- |
| Positie:                               | 30                                     | 22                                     | 27                                     | uit                                    |